# Myoictis leucura
Il dasiuro striato di Woolley (Myoictis leucura Woolley, 2005) è un marsupiale carnivoro della famiglia dei Dasiuridi descritto solo recentemente.

## Descrizione
Le regioni superiori sono di colore bruno-rossastro scuro, mentre quelle inferiori sono più chiare. Sul dorso spiccano le tre strisce nere presenti in tutte le specie di Myoictis, intervallate tra loro da peli rossastri. Le due strisce laterali si estendono dalla regione dietro le orecchie fino al posteriore, mentre quella centrale si allunga fino a raggiungere la sommità del capo. La coda ha la punta bianca. Orecchie e piedi hanno colore scuro. Le femmine hanno quattro capezzoli.
M. leucura si differenzia da M. wallacei, M. wavicus e M. melas per la forma della coda. M. leucura è più grande di M. wavicus, ma ha dimensioni simili a quelle di M. wallacei e M. melas (lunghezza testa-corpo di 17–25 cm, coda di 15–23 cm e peso di circa 200 g).

## Biologia
Le abitudini del dasiuro striato di Woolley sono quasi sconosciute, ma gli studiosi ritengono che, come i suoi congeneri, sia terricolo e diurno. L'esploratore Peter Dwyer ha scorto un esemplare attivo alle prime luci dell'alba.

## Distribuzione e habitat
La specie, nota a partire da un numero limitato di esemplari (33), tutti catturati tra il 1894 e il 1985, è endemica della Papua Nuova Guinea, dove popola le pendici meridionali della Cordigliera Centrale. Il suo areale è limitato dai monti Bosavi e Sisa a ovest e dal monte Victoria e dal fiume Vanapa a est. Vive nelle foreste pluviali comprese tra i 650 e i 1600 m di altitudine.